# Baguette
En baguette (fransk for "pinde") er en type aflange lyse brød, der stammer fra Frankrig. Baguettes er typisk fem a seks cm brede, tre a fire cm høje og omkring 65 cm lange, men de kan være op til en meter lange.
Flute er et synonym.
Korte baguettes bruges til sandwich.
Ordet baguette blev ikke brugt før 1920.